# Кросна (Сумська область)
Кросна — колишнє село в Україні, Сумській області, Конотопському районі.
Було підпорядковане Гружчанській сільській раді. Станом на 1982 рік у селі проживало 90 людей.

## Історія
Кросна розташовувалася на лівому березі річки Єзуч, за 4,5 км вище по течії розташоване село Анютине, нижче по течії за 4 км — Дубинка, на протилежному березі — Бережне, за 2 км — Грузьке. Поруч проходить залізниця, за 2,5 км — станції Зафатівка та Грузьке.
Зняте з обліку рішенням Сумської обласної ради 30 березня 1995 року.
Влітку 2002 року на давньоруському городищі та прилеглому селищі біля села Кросна проведено розкопки, піднятий матеріал передано до Конотопського краєзнавчого музею.